# Bernardo Bruno de la Fuente
Bernardo Bruno de la Fuente (Villanueva de la Jara, Cuenca, 1732 – Faenza, Italia, 1807) fue un misionero y lingüista jesuita, colaborador de Lorenzo Hervás.

## Biografía
Bernardo Bruno de la Fuente ingresó en la Compañía de Jesús en 1749. Su destino misional fue el Colegio Máximo de San Ignacio de Manila (1759), donde impartía un curso de filosofía y desempeñaba el cargo de procurador. Tras la Orden de Expulsión de los jesuitas, embarcó en el San Carlos en julio de 1768, pero un fuerte temporal obligó a la expedición a retornar a Cavite, de cuyo puerto saldrá nuevamente a bordo de la fragata Santa Rosa, con destino Cádiz. Llegó a Italia en 1770 y se instaló inicialmente en Bagnacavallo (actual provincia de Ravena) y luego en Faenza, donde falleció en 1807.
Bernardo de la Fuente fue un importante colaborador de Lorenzo Hervás para las lenguas de las Islas Filipinas. El autor del Catalogo delle lingue recibe por correspondencia noticias sobre los dialectos y las varias etnias de las islas: se conservan al menos seis cartas, fechadas 1783-1784, en las que se incluyen ciertas notas gramaticales y vocabularios de las lenguas tagala y, sobre todo, bisaya. Especula sobre el posible parentesco del malayo, considerada por él lengua madre de todas las filipinas, con el hebreo. Hervás publica estas noticias en el volumen XVII (Catalogo delle lingue, cap. II) de su Idea dell’Universo, donde se recogen también las traducciones del padrenuestro al tagalo y al bisayo, ambas realizadas por de la Fuente. Además, el misionero le proporciona valiosas informaciones sobre la lengua de los negros de Filipinas (Nota sobre los negros de Filipinas). 
En definitiva, casi todo el material etnológico fue utilizado y publicado por Hervás: no se conoce, pues, ningún libro editado por el mismo De la Fuente. Sin embargo, José Eugenio de Uriarte menciona una traducción española de ciertas meditaciones evangélicas, hoy perdida. 
Bernardo Bruno de la Fuente pertenece, junto a muchos otros de sus compañeros jesuitas expulsos, a la denominada Escuela Universalista Española del siglo XVIII.

## Obras del autor
No se conoce obra impresa de Bernardo Bruno de la Fuente. Se conservan manuscritos suyos en el Archivum Romanum Societatis Iesu (ms. opp. NN. 342, ff. 263-308).
Véase además sus contribuciones sobre las lenguas filipinas recogidas por Lorenzo Hervás en su Catálogo de las lenguas de las naciones conocidas y numeración, división y clases de éstas según la diversidad de sus idiomas y dialectos, Madrid, Imprenta de la Administración del Real Arbitrio de Beneficencia, 1800-1805, 6 vols.